# Fîlîmonivka, Vradiivka
Fîlîmonivka (în ucraineană Филимонівка) este un sat în comuna Huleanîțke din raionul Vradiivka, regiunea Mîkolaiiv, Ucraina.

## Demografie
Componența lingvistică a localității Fîlîmonivka
     Ucraineană (86,51%)
     Română (9,52%)
     Rusă (3,97%)
Conform recensământului din 2001, majoritatea populației localității Fîlîmonivka era vorbitoare de ucraineană (86,51%), existând în minoritate și vorbitori de română (9,52%) și rusă (3,97%).